# 2007年中国反卫星导弹试验
2007年中国反卫星导弹试验是指中国于2007年1月11日进行的一次反卫星导弹试验。在该试验中，由西昌卫星发射中心发射的一枚开拓者一号火箭携带动能弹头，以反方向8公里/秒的速度對撞，击毁了轨道高度865公里，重750公斤的該国已报废的气象卫星风云一号C，是自1985年美国以F-15戰機发射ASM-135反衛星飛彈摧毁太陽風衛星以来首次成功的人造卫星拦截试验。
美国《航空和空间技术周刊》最早报道了该事件，该报道内容于2007年1月18日被美国国家安全委员会的发言人所证实。中国政府最初并未公开表态，直至外交部2007年1月23日正式承认了该试验。但中国表示在事前已经就该试验通知包括美国和日本在内的其他国家。

## 政治影响
数个国家对该试验提出了负面的回应，并强调太空军备竞赛的可能带来的严重后果。中国外交部发言人刘建超表示：“（其他国家）没有必要觉得，自己受到了威胁。”并强调“中国原则上主张和平利用太空，反对太空武器化，亦从不参与太空武器竞赛。”2008年7月中国与俄罗斯联合在日内瓦军缩会议上提出了“防止在外太空放置武器、对外空物体使用或威胁使用武力条约”草案。

### 国际反应
- 日本：首相安倍晋三说，各国“必须和平利用太空。”[4]
- 美国：国家安全委员会发言人戈登证实了该试验并表示“美国认为中国发展并试验此类武器，与两国追求民用太空领域合作的精神相违背。”[11]
- 俄罗斯：國防部長谢尔盖·伊万诺夫表示，關於中国反卫星导弹试验的报道是“夸张和抽象的，同时俄罗斯始终反对太空军事化。”[12]
- 英国：首相布莱尔的发言人说，“英国官员曾与中方提出太空垃圾的影响。”但他同时表示“我们并不认为这违反了国际法。”[13]
- 澳大利亚：外交部长唐纳德表示“不同意以任何形式将军备竞赛引入太空。”[4]
- 加拿大：外交部发言人称“加拿大已对反卫星试验及可能产生的负面效应，向中国当局表示了强烈的关注。”[14]

### 有关国际条约
- 外层空间条约
- 太空保护条约

## 对航天业的影响

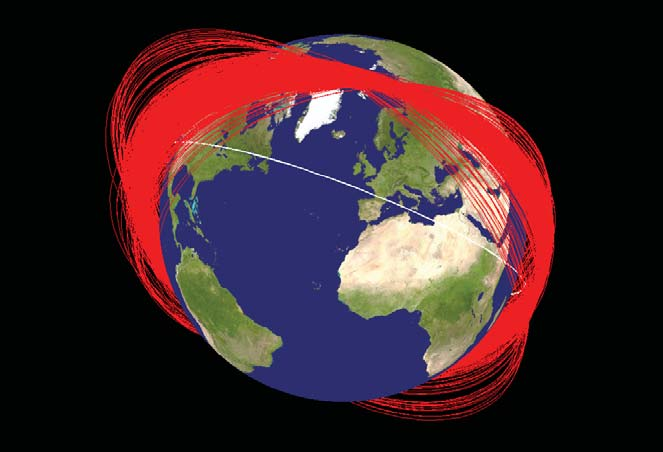
风云一号C解体一个月后其可追踪残骸的轨道（红色），白色的为国际空间站轨道。

该测试是除西福特计划外，产生太空垃圾数目最多的单次事件。估计共造成了2300件以上（2007年12月13日的数据显示）的可被追踪的（尺寸大于高尔夫球）、35000多片大于1厘米的和100多万个大于1毫米的太空垃圾。由于在目标卫星的轨道高度大气阻力非常小，这些太空垃圾将在轨道上运行数十年后才能被逐渐耗尽，尤其是動能較大的大型碎片。NASA在2013年根據太陽反射的軌道估算，表示到了2035年大約還有四分之一的大型碎片（大於10公分）會在高層軌道上。
2013年1-2月间，俄罗斯BLITS卫星受到太空碎片撞击而受损无法工作，科学家根據公布的雷達偵測紀錄，推斷最有可能的碎片来源，正是2007年中国反卫星导弹试验中被击中的风云一号C碎片。